# La fortuna è bionda
La fortuna è bionda (Slighty Dangerous) è un film del 1943 diretto da Wesley Ruggles.

## Trama
Una umile commessa stanca della sua solita vita in una piccola cittadina dove non succede mai nulla decide di trasferirsi in una grande città come New York, cercando fortuna si finge una lady e alla fine trova marito.

## Produzione
Prodotto dalle società Loew's (che utilizzò in questo caso il nome Loew's Incorporated) e la Metro-Goldwyn-Mayer.

## Distribuzione

### Data di uscita
Il film venne distribuito in varie nazioni, fra cui:
- Stati Uniti d'America, Slightly Dangerous  aprile 1943
- Svezia, Ung flicka lever farligt 11 aprile 1944
- Finlandia, Hiukan vaarallista 3 giugno 1945
- Francia, L'amour travesti 27 maggio 1949

## Accoglienza

### Critica
Fra buoni dialoghi e buona interpretazione degli attori fanno sfoggio degli sfavillanti costumi di scena.